# Zofia legnicka
Zofia legnicka (ur. 1525 w Legnicy, zm. 6 lutego 1546 w Krossen, Drahnsdorf) – księżniczka legnicka, córka Fryderyka II legnickiego i Zofii Hohenzollern.
15 lutego 1545 wyszła za mąż za Jana Jerzego Hohenzollerna  (brandenburskiego, 1525–1598). Zmarła 6 lutego, 10 dni po narodzinach syna, Joachima Fryderyka Hohenzollerna (1546–1608).